# Columelliaceae
Columelliaceae là một họ thực vật hạt kín bao gồm 5 loài cây bụi và cây gỗ bản địa của khu vực từ Costa Rica tới Chile, chủ yếu trong khu vực dãy núi Andes ở Nam Mỹ
Các quan hệ của Columelliaceae từ lâu đã là không chắc chắn; họ này từng được Cronquist (1981) đặt trong bộ Rosales hay được Takhtadjan (1997) đặt trong bộ Hydrangeales. Họ Desfontainiaceae (Desfontainia) đã từng được coi là hoàn toàn không có quan hệ họ hàng gì và được đặt trong họ Loganiaceae không thuần nhất.
Trong hệ thống APG II năm 2003 họ này được đặt trong bộ Lamiales, nhưng một nghiên cứu năm 2008 đã cho thấy nó có quan hệ chị em với họ Bruniaceae và website của Angiosperm Phylogeny Group cũng đề xuất việc hợp nhất phát hiện này bằng cách đặt cả hai họ trong bộ Bruniales. Hệ thống APG III năm 2009 đã đặt họ Columelliaceae trong bộ Bruniales.

## Các chi
- Columellia: 4 loài cây bụi hay cây gỗ có vị đắng, từ miền nam Colombia tới Bolivia, trong dãy núi Andes.
- Desfontainia: 1 loài cây bụi (Desfontainia spinosa), từ Costa Rica tới Chile.

## Hình ảnh

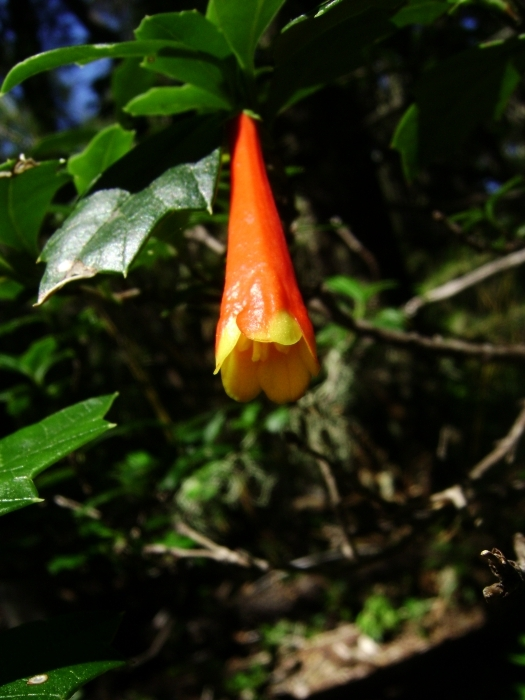
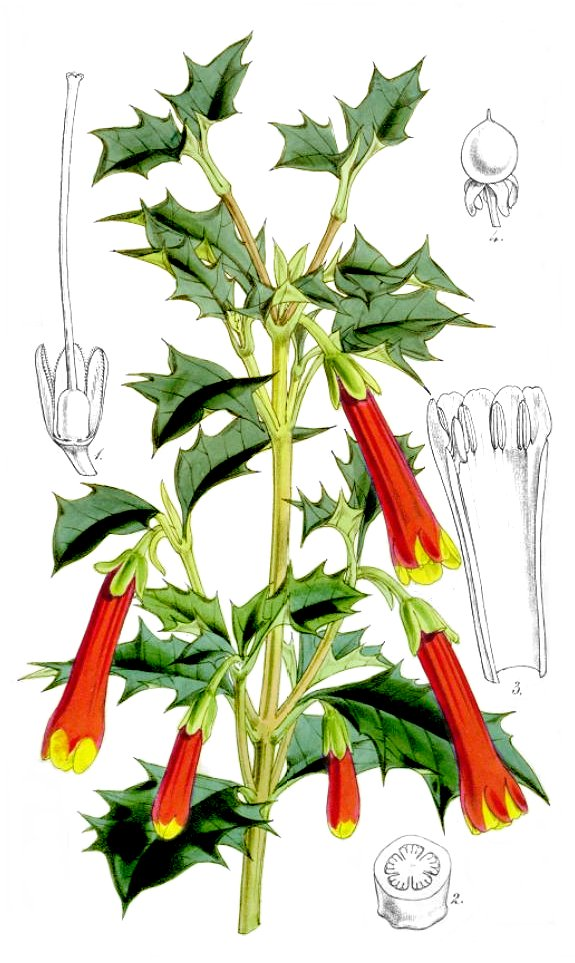